# Lombo de Santa
Lombo de Santa (crioll capverdià Lonba di Santu) és una vila al nord de l'illa de Santo Antão a l'arxipèlag de Cap Verd. Està situada a 10 km al sud-oest de Ribeira Grande i a 16 kilòmetres al nord-oest de Porto Novo.